# ムカシアミバネムシ
ムカシアミバネムシ（Palaeodictyopteran、学名: Palaeodictyoptera）は、古生代の石炭紀とペルム紀に生息した化石昆虫の分類群。分類学上はムカシアミバネムシ目とされる。

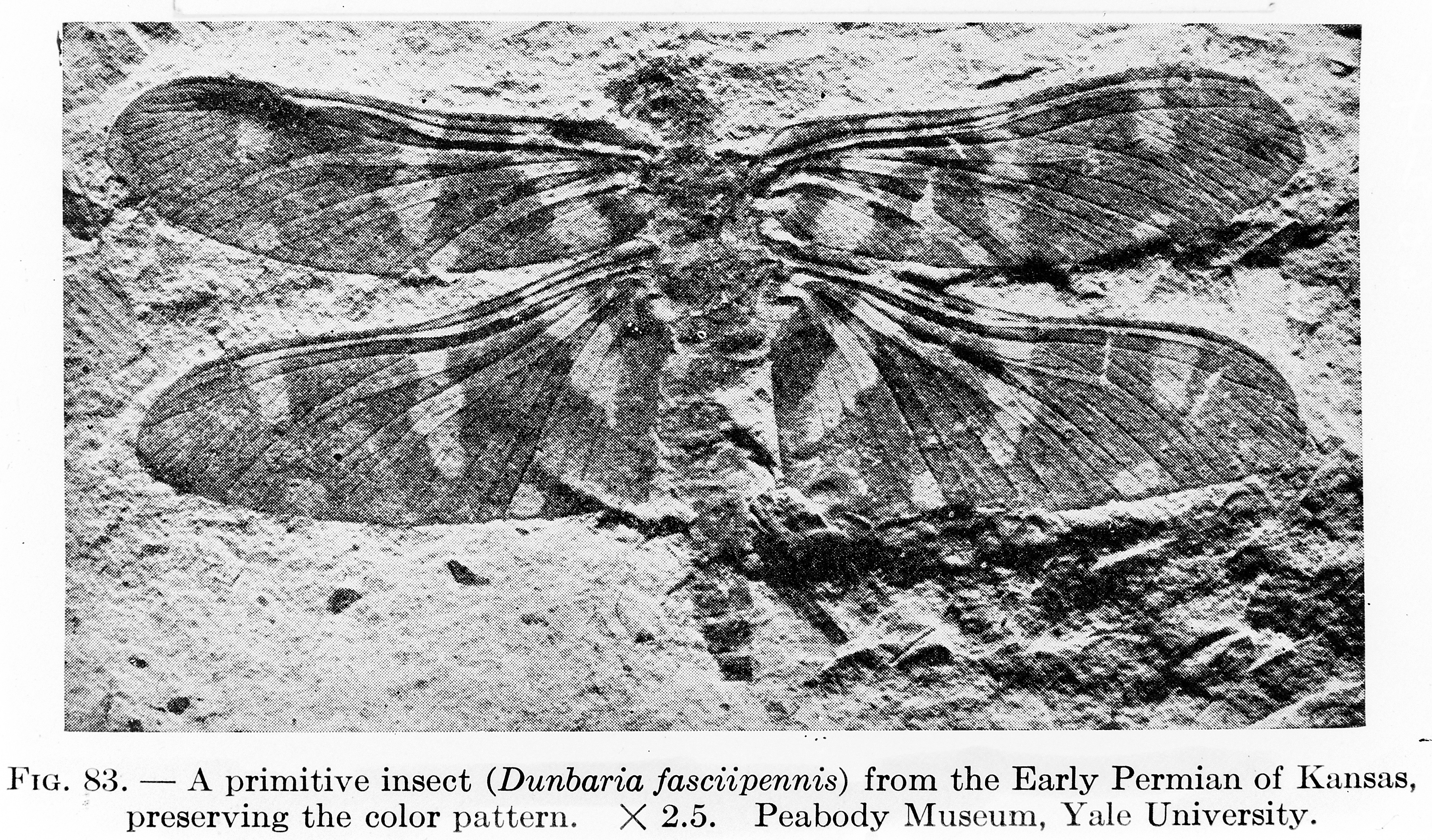
ムカシアミバネムシの1種 Dunbaria fasciipennis の化石標本

植物食に適したと考えられる細長い口器をもつ。一部の種類では、胸部の中胸と後胸に備わる2対の発達した翅だけでなく、前胸にも短い翅らしき構造をもつため、3対6本の翅があるように見える。
著名なムカシアミバネムシとして石炭紀のメゾサイロス（Mazothairos）やステノディクティア（Stenodictya）などが挙げられる。 ムカシアミバネムシ目は、Megasecoptera、Dicliptera、および Diaphanopterodea という他3つの化石昆虫の目と共に絶滅した分類群 Palaeodictyopterida 上目を構成する。